# The Enchanted Drawing
The Enchanted Drawing is een stomme film, met een datum van copyright uit 1900. De film is echter waarschijnlijk minimaal een jaar eerder gemaakt.
De film is geregisseerd door James Stuart Blackton, een Engelsman die als jongen van tien met zijn familie emigreerde naar de Verenigde Staten. De film werd geproduceerd door zijn eigen studio, Vitagraph Studios.
Blackton trad zelf op in The Enchanted Drawing en de film is een combinatie van animatie en zijn optreden. In deze film schetst hij een gezicht, sigaren, een hoed en een fles wijn en pakt ze als het ware uit de tekening als echte attributen en zet ze ook weer terug. De truc die hij hierbij uithaalt is de stop-motiontechniek: de camera wordt gestopt, er wordt een bepaalde actie uitgevoerd en vervolgens wordt de camera weer aangezet. Deze werd al eerder gebruikt door Georges Méliès en anderen.